# Gran Turismo (videogioco)
Gran Turismo: The Real Driving Simulator (グランツーリスモ?, Guran Tsūrisumo) è il primo simulatore di guida sviluppato da Polyphony Digital e pubblicato, in Europa, da Sony Computer Entertainment il 12 maggio 1998 per PlayStation. È il primo titolo della serie Gran Turismo, nonché il gioco più venduto in assoluto per quella console, con quasi 11 milioni di copie.

## Modalità di gioco
Gran Turismo, conosciuto anche come GT, è un simulatore di guida sviluppato su console della famiglia Sony PlayStation.
Sono previste due modalità di gioco: Arcade e Gran Turismo.
Nel primo caso il giocatore ha a disposizione un numero piuttosto elevato di vetture che riproducono, in maniera fedele, le caratteristiche di modelli di automobili realmente esistenti. Con queste vetture può partecipare a gare a diversi livelli di difficoltà, sfidare altri giocatori o provare qualunque circuito desideri.
Molto più originale è la modalità "Gran Turismo": in questo caso il giocatore è un pilota alle prime armi che, per poter raggiungere il successo deve affrontare, l'una dopo l'altra una serie di prove di abilità. Il conseguimento di patenti di guida sempre più specialistiche permette al giocatore di accedere alle corse più prestigiose; parallelamente, i montepremi dei gran premi vinti consentono l'acquisto di vetture sempre più veloci e costose o di modificare, in maniera anche radicale, le vetture già in proprio possesso.
I motivi del successo di questa fortunata serie sono molteplici, ma principalmente il fatto che le oltre 290 vetture a disposizione del giocatore abbiano ognuna delle caratteristiche di guida proprie, rende il gioco estremamente vario anche dopo lungo tempo.

## Innovazioni
- Il primo gioco ad utilizzare come sistema di controllo il DualShock, permettendo una guida a 360 gradi e con vibrazioni realistiche.
- Sono finalmente disponibili, oltre alle "solite" auto sportive, anche modelli di automobili assolutamente comuni.
- Comportamento realistico delle vetture in sterzata, accelerazione e frenata.
- Grafica che rende la superficie dell'auto metallica e riflettente.
- Replay in stile TV con stacchi su diverse inquadrature.
- Si può intervenire in maniera radicale sul setup delle vetture.
- Al conseguimento di determinati risultati sportivi si possono "sbloccare" nuove vetture e nuovi circuiti.
- Importare le proprie patenti da una versione di GT alla successiva, creando quindi una continuità fra le diverse versioni del gioco (valido da GT2 in poi, in quanto questo è il primo titolo della serie).
- Elaborazione totale delle vetture, in quanto si possono potenziare tutti gli aspetti meccanici dei vari veicoli.

## Colonna sonora
La versione statunitense e europea s'introduce con la canzone Everything Must Go remixata dai Chemical Brothers. La versione nordamericana include poche canzoni: Lose Control degli Ash e quattro canzoni dei Feeder (Chicken On A Bone Reworked instrumental, Shade Instrumental, Tangerine Instrumental e Sweet 16). La versione europea implementa altre canzoni: As Heaven is Wide dei Garbage e quattro canzoni dei Cubanate: Oxyacetalene, Skeletal, Autonomy e Industry. Le colonne sonore delle concessionarie ed in-game sono state scritte dal compositore ed ex direttore del suono di SCEE UK : Jason Page (noto anche com NoOtherMedicine) utilizzando stili musicali Techno, Trance e Rock.
Ben diversa la colonna sonora della versione giapponese, pubblicata dalla stessa Sony il 21 maggio del 1998 e composta appositamente per il gioco da Masahiro Andō e Isamu Ohira, 21 brani per lo più strumentali che spaziano dal rock più sfrenato per le gare (Kiss You Goodbye, Green Monster, Freedom To Win) al jazz più rilassante per le visite ai concessionari o al proprio garage (Toward the Gt, The Motorious City, Joy of Garage) senza dimenticare le due canzoni Like The Wind e Second Chance e il tema principale, Moon Over The Castle, immancabile sigla iniziale rivisitata appositamente per ogni capitolo della saga.

## Modalità GT HI-FI
La modalità Hi-Fi (Alta Fedeltà) verrà sbloccata dopo la vittoria della Gran Turismo World Cup.
La competizione, ai massimi vertici del Gran Turismo, anziché premiarvi con un'auto vi renderà disponibile questa opzione (accessibile negli Eventi Speciali solo come Time Trial) a 60 Frame al secondo; la vostra PlayStation arriverà ad una velocità pari a quella di un coin-op.

## Veicoli
Le automobili acquistabili all'interno del gioco sono:
- Aston Martin (DB7 Coupe, DB7 Volante)
- Chevrolet (Camaro Z28, Corvette 96 Coupe, Corvette 96 Grand Sport)
- Chrysler (Dodge Viper RT, Dodge Viper GTS, Concept-Car)
- Honda (EK Civic SiR-II, EK Civic Ferio Si II, EK Civic TYPE-R, Accord Wagon SiR, Accord SiR, Prelude SiR, Prelude TYPE-S, Integra SiR-G, Integra TYPE-R, NSX, NSX Type S Zero, NSX Type S, NSX-R LM GT-2, CRX, CRX del sol)
- Mazda (Demio LX G Package, Demio GL, Demio GL-X, Lantis Coupé 2000 R-Type, Eunos Roadster NORMAL, Eunos Roadster S-SPECIAL, Eunos Roadster V-SPECIAL, Efiní RX-7 Type RB, Efini RX-7 Type RZ, Efini RX-7 Type Touring X, Efini RX-7 A spec, RX-7 LM Edition)
- Mitsubishi (Mirage AstiRX, Galant VR-G Touring, Galant VR-4, Eclipse GT, Lancer GSR Evolution IV, GTO SR, GTO Twin Turbo, FTO GR, FTO GP Version R, FTO GPX, GTO LM Edition)
- Nissan (S14 Silvia Q's AERO, S14 Silvia K's AERO, 180SX TypeS, 180SX TypeX, Primera 2.0Te, Fairlady Z Version S 2seater, Fairlady Z Version S 2by2, Fairlady Z Double turbo 2 places, Fairlady Z Double turbo 2+2, R33 Skyline GTS25t Type M, R33 Skyline Modèle 1997 GT-R, R33 Skyline Modèle 1997 GT-R Vspec, NISMO GT-R LM)
- Subaru ('96 Impreza WRX Sports Wagon, '96 Impreza WRX, '96 Impreza WRX Sports Wagon Sti Version III, '96 Impreza WRX Sti Version III, Legacy Touring Sedan RS, Legacy Touring Wagon GT-B, Impreza WRX Type R Sti Version, Impreza RALLY Edition)
- Toyota (Starlet Glanza V, Corolla Levin BZG, MR2 G-Limited, MR2 GT-S, Supra SZ-R, Supra RZ, Sprinter Trueno BZ-G, Celica SS-II, Celica GT-FOUR, Corona Exiv 200 GT, Chaser Tourer V, Chaser Tourer S, Soarer '96 2.5GT-T VVT-i, Castrol Supra GT 2000)
- TVR (Cerbera, Griffith 500, Griffith 4.0)

## Circuiti
- Autumn Ring
- Autumn Ring Mini
- Clubman Stage R5
- Deep Forest (Racing Way)
- Grand Valley - East Section
- Grand Valley Speedway
- High Speed Ring
- Special Stage R5
- Special Stage R11
- Test Course
- Trial Mountain

## Accoglienza
- Superconsole 100% PlayStation: "Estremamente vicino alla qualifica di capolavoro assoluto." 94%
- Consolemania: "Gran Turismo è un'autentica spremuta di realismo, pura e naturale al 100%" 96%
- Next Station: "Praticamente perfetto. Segnatevelo!" 96%